# Афроамериканска религия
Афроамериканските религии са група свързани помежду си религиозни системи, формирали се в Америка сред африканските роби и техните потомци. Произлизащи от африканските традиционни религии, най-вече от тези в Западна и Централна Африка, афроамериканските религии намират последователи в различни страни от Латинска Америка, Антилските острови и части от Юга на Съединените щати.
Сред най-известните афроамерикански религии са вуду, кандомбле, сантерия.